# Tsubame, Niigata
Tsubame (japanska: 燕市?, Tsubame-shi) är en stad i Niigata prefektur i Japan. Staden fick stadsrättigheter 1954.

## Kommunikationer
Tsubame-Sanjō station ligger på Jōetsu Shinkansen-linjen som ger förbindelse med höghastighetståg till Tokyo.
Stationen ligger till större delen i grannstaden Sanjō.